# Sten Hanson
Sten Hanson (* 15. April 1936 in Skålan, Klövsjö; † 1. November 2013 in Stockholm) war ein schwedischer Musiker, Lautdichter und Performancekünstler.

## Leben und Werk
Sten Hanson war seit 1968 Mitglied der schwedischen Fylkingen-Gruppe, der auch Bengt Emil Johnson, Lars Gunnar Bodin, Åke Hodell und Ilmar Laaban angehören, die mit „Text-Sound Kompositionen“, einer Form von Lautpoesie bekannt wurde. Von 1975 bis 1981 war Hanson Mitglied der ISCM, Mitglied der Königlich Schwedischen Musikakademie, von 1985 bis 1994 Vorsitzender des schwedischen Komponistenverbands und Mitglied des Executive Committee of International Confederation of Electroacoustic Music (ICEM).
Seit Anfang der 1960er Jahre war Sten Hanson als elektroakustischer Musiker, Performancekünstler und Lautdichter für Radio und Fernsehen, aber auch für Festivals und Konzerte tätig. Er ist einer der Wegbereiter der Multimediakunst.